# Мартін Девіс
Мартін Девід Девіс (англ. Martin Davis; 8 березня 1928 — 1 січня 2023) — американський математик, відомий своєю роботою, яка присвячена десятій проблемі Гільберта.

## Біографія
Батьки Девіса іммігрували до США з міста Лодзь (Польща). Зустрівшись вже в Нью-Йорку, вони одружились. Девіс народився та виріс в місті Бронкс. Батьки з дитинства заохочували Мартіна здобути вищу освіту.
В 1950 році під керівництвом Алонзо Черча Мартін здобув докторський ступінь в Принстонському університеті, який є одним з найстаріших та найпрестижніших університетів США.

## Внесок
Девіс — один з винахідників алгоритму Девіса-Путнама та алгоритму DPLL. Також він відомий завдяки своїй моделі машини Поста.

## Десята проблема Гільберта
В 30-х роках ХХ ст. формалізується поняття алгоритму, а також з'являються перші приклади алгоритмічно нерозв'язних множин в математичній логіці. Важливим моментом став доказ Андрієм Марковим і Емілем Постом (незалежно один від одного) нерозв'язності задачі Туе в 1947 році. Це був перший доказ нерозв'язності алгебраїчної задачі. Він, а також труднощі, з якими зіткнулися дослідники діофантових рівнянь, викликали припущення, що необхідного Гільбертом алгоритму не існує. Трохи раніше, в 1944 році, Еміль Пост в одній зі своїх робіт вже писав, що десята проблема «молить про доказ нерозв'язності» (англ. «Begs for an unsolvability proof»).

### Гіпотеза Девіса
Слова Поста надихнули студента Мартіна Девіса на пошук доказів нерозв'язності десятої проблеми. Девіс перейшов від її формулювання в цілих числах до більш природного для теорії алгоритмів формулювання в натуральних числах. Це дві різні задачі, проте кожна з них зводиться до іншої. У 1953 році він опублікував роботу, в якій намітив шлях вирішення десятої проблеми в натуральних числах.
Девіс нарівні з класичними діофантовими рівняннями розглянув їхню параметричну версію:
{\displaystyle P(a_{1},\ldots ,a_{n},x_{1},\ldots ,x_{m})=0,}
де многочлен {\displaystyle P} з цілими коефіцієнтами можна розділити на дві частини — параметри {\displaystyle a_{1},\ldots ,a_{n}} та змінні {\displaystyle x_{1},\ldots ,x_{m}.} При одному наборі значень параметрів рівняння може мати рішення, при іншому рішень може не існувати. Девіс виділив множину {\displaystyle M}, яка містить всі набори значень параметрів ({\displaystyle n}), при яких рівняння має рішення:
{\displaystyle {\mathcal {h}}a_{1},\ldots ,a_{n}{\mathcal {i}}\in M\Longleftrightarrow \exists x_{1},\ldots ,x_{m}{\mathcal {f}}P(a_{1},\ldots ,a_{n},x_{1},\ldots ,x_{m})=0{\mathcal {g}}.}
Такий запис він назвав діофантовим представленням множини, а саму множину також назвав діофантова. Для доказу нерозв'язності десятої проблеми потрібно було лише показати діофантовість будь-якої зліченної множини, тобто показати можливість побудови рівняння, яке мало б натуральні корені {\displaystyle x_{1},\ldots ,x_{m}} лише при всіх {\displaystyle {\mathcal {h}}a_{1},\ldots ,a_{n}{\mathcal {i}}}, що належать цій зліченній множині: оскільки серед перелічуваних множин містяться нерозв'язні, то, взявши нерозв'язну множину {\displaystyle M} за основу, неможливо було б отримати загальний метод, який би {\displaystyle n} визначав, чи має на цьому наборі рівняння натуральні корені. Все це привело Девіса до такої гіпотези:
| Поняття діофантової та зліченної множини збігаються. Це значить, що множина діофантова тоді і лише тоді, коли вона зліченна. |

Девіс також зробив перший крок — довів, що будь-яку зліченну множину {\displaystyle M} можна представити у вигляді:
{\displaystyle {\mathcal {h}}a_{1},\ldots ,a_{n}{\mathcal {i}}\in M\Longleftrightarrow \exists z\forall y<z\exists x_{1},\ldots ,x_{m}{\mathcal {f}}P(a_{1},\ldots ,a_{n},x_{1},\ldots ,x_{m},y,z)=0{\mathcal {g}}.}
Це дістало назву «нормальна форма Девіса». Довести свою гіпотезу, позбувшись квантора загальності, йому на той момент не вдалося.

## Нагороди та почесні звання
В 1975 році, Девіс був нагороджений Премією Стіла, премією Chauvenet Prize та премією Lester R. Ford за роботу, яка присвячена десятій проблемі Гільберта.
У 1982 році Мартін став членом Американської академії мистецтв і наук.
У 2012 був обраний стипендіатом Американського математичного товариства.

## Окремі видання
Книги
- Мартін, Девіс (1977). Прикладний нестандартний аналіз. Нью-Йорк: Wiley. ISBN 9780471198970.
- Мартін, Девіс; Джессіка, Елейн; Рон, Сигал (1994). Обчислюваності, складність і мови: Основи теоретичної інформатики (вид. 2-й том). Бостон: Academic Press, Harcourt, Brace. ISBN 9780122063824.
- Мартін, Девіс (2000). Двигуни логіки: математика та походження комп'ютера. Нью-Йорк: Norton. ISBN 9780393322293.

Огляд двигунів логіки: Уоллес, Ричард, Математики які забувають помилки історії: огляд двигунів логіки(Мартін Девіс), ALICE A.I. Foundation.[недоступне посилання з квітня 2019]
Статті
- Мартін Девіс (1995), «Чи є математична інтуїція алгоритмічною», Поведінкові та мозкові науки, 13(4), 659-60.